# Diplosolen obelia
Diplosolen obelia är en mossdjursart som först beskrevs av Johnston 1838.  Diplosolen obelia ingår i släktet Diplosolen och familjen Diastoporidae. Arten är reproducerande i Sverige. Inga underarter finns listade i Catalogue of Life.